# Aloysius Odervole
Aloysius Odervole ou Odewole, né vers 1906-1907 à Ifé au Nigeria, fusillé le 10 novembre 1941 près de Dakar, est un sous-officier britannique, garde-frontière puis agent de renseignement pour les Alliés pendant la Seconde Guerre mondiale.
Chargé d'une mission de renseignement militaire par le gouvernement britannique, Aloysius Overdole s'infiltre dans la colonie française du Dahomey, actuel Bénin. Il y recueille notamment des renseignements sur les mouvements d'avions, en bénéficiant du soutien de la Résistance locale. 
Arrêté, il est condamné à mort par le tribunal militaire du régime de Vichy, pour espionnage au profit des Alliés, et exécuté à Dakar avec deux camarades. 
Il est fait compagnon de la Libération et chevalier de la Légion d'honneur à titre posthume. Il est également cité à l'ordre de l'armée.

## Biographie
Aloysius Odervole, Oderwole ou Odewole naît vers 1906-1907 à Ifé, dans le sud-est du protectorat puis colonie britannique du Nigeria,.
De nationalité britannique, Aloysius Odervole se marie et devient le père de trois enfants. Professionnellement, il est dans la police britannique, avec le grade de sergent. Il exerce la fonction de garde-frontière, en poste à Idofain, au Nigeria.

### Mission de renseignement

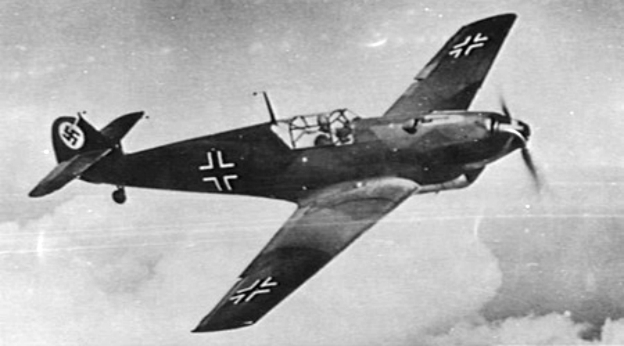
Il doit se renseigner sur les mouvements d'avions allemands.

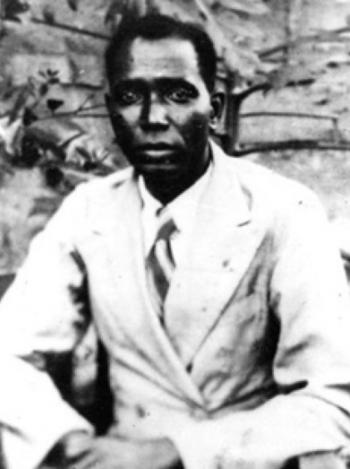
Le résistant Albert Idohou qui l'aide dans sa mission.

Il est envoyé en mission en octobre 1940 dans la colonie française du Dahomey, l'actuel Bénin, par les autorités britanniques. Sa mission est double : il doit d'une part recueillir les renseignements sur les atterrissages d'avions allemands, et d'autre part enquêter sur le poste radio de Cotonou,.
À son arrivée au Dahomey (Bénin), Odervole est accueilli et pris en charge par deux résistants acquis à la France libre et qui viennent de créer un réseau en Afrique occidentale française, restée fidèle au régime de Vichy : Albert Idohou et Agoussi Wabi. Wabi s'occupe de la partie logistique, en lui procurant les papiers d'identité français nécessaires à sa mission. Il l'héberge chez lui et lui fournit des vêtements traditionnels africains. Albert Idohou, pour sa part, s'occupe de rassembler et de lui transmettre les renseignements nécessaires sur les activités de l'aviation allemande,. Odervole devient un membre de leur réseau. 
Aloysius Overdole bénéficie d'autres soutiens : Louis Hunkanrin l'accueille et l'héberge à son domicile à Porto-Novo ; Amel Olahouin lui prête sa carte des impôts, et Vincent Padonou Kossoko l'accompagne à Cotonou.

### Arrestation et exécution
Avant d'avoir pu terminer sa mission, Aloysius Odervole est arrêté dans un bar de Cotonou le 25 octobre 1940, par des policiers français. Idohou aussi est arrêté ensuite, ainsi que Wabi, et leur réseau est démantelé.
Les trois hommes sont traduits devant le tribunal militaire permanent de l'AOF, siégeant à Dakar. Odervole est jugé pour espionnage ; ceux qui l'ont aidé comparaissent pour complicité d'espionnage. L'acte d'accusation à son encontre est dressé le 30 juillet 1941, et détaille les complicités dont il a bénéficié.
Aloysius Odervole est condamné à mort pour espionnage le 5 août 1941 par le tribunal militaire,. Parmi ceux qui l'ont aidé, les résistants Idohou et Wabi sont eux aussi condamnés à mort, pour complicité d'espionnage,. Si la plupart des Français libres condamnés à mort à cette époque ne sont pas exécutés, en revanche les Africains comme Odervole et ses camarades seront exécutés,. 
Odervole est fusillé en même temps qu'Idohou et Wabi à Dakar, le 10 novembre 1940, sur le champ de tir de Fann. Il est enterré à Dakar.
À titre posthume, Odervole est fait compagnon de la Libération, par décret du 14 novembre 1944. Il est également fait chevalier de la Légion d'honneur, et reçoit une citation à l'ordre de l'armée, comportant l'attribution de la croix de guerre 1939-1945 avec palme,.
Plusieurs ouvrages ont parlé de la condamnation et de l'exécution d'Aloysius Odervole et de ses deux camarades comme étant liée à l'opération de Dakar, mais il est désormais établi que c'est pour leur activité de résistance postérieure à cette opération qu'ils ont été condamnés. Patrick Girard en parle comme de « héros bien oubliés ».
Il n'existe pas de portrait connu représentant Aloysius Odervole. L'ordre de la Libération a lancé un appel pour trouver sa photographie et celle de dix-huit autres compagnons « sans visage »,.

## Décorations

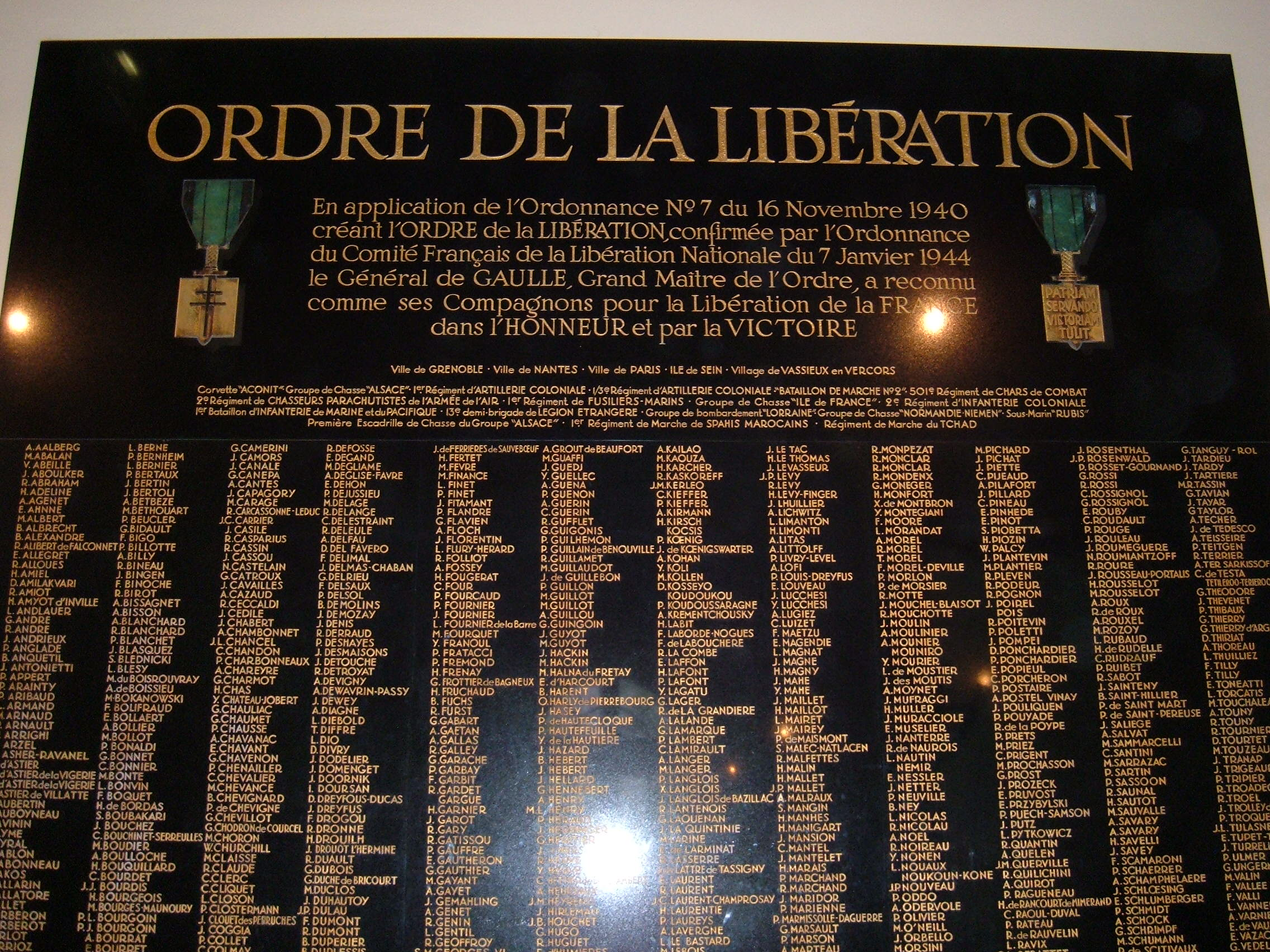
« » à la lettre O sur la plaque en hommage aux Compagnons, musée de l'Armée, Paris.

- Chevalier de la Légion d'honneur
- Compagnon de la Libération par décret du 14 novembre 1944[13]
- Croix de guerre 1939–1945, palme de bronze